# 上球磨消防組合

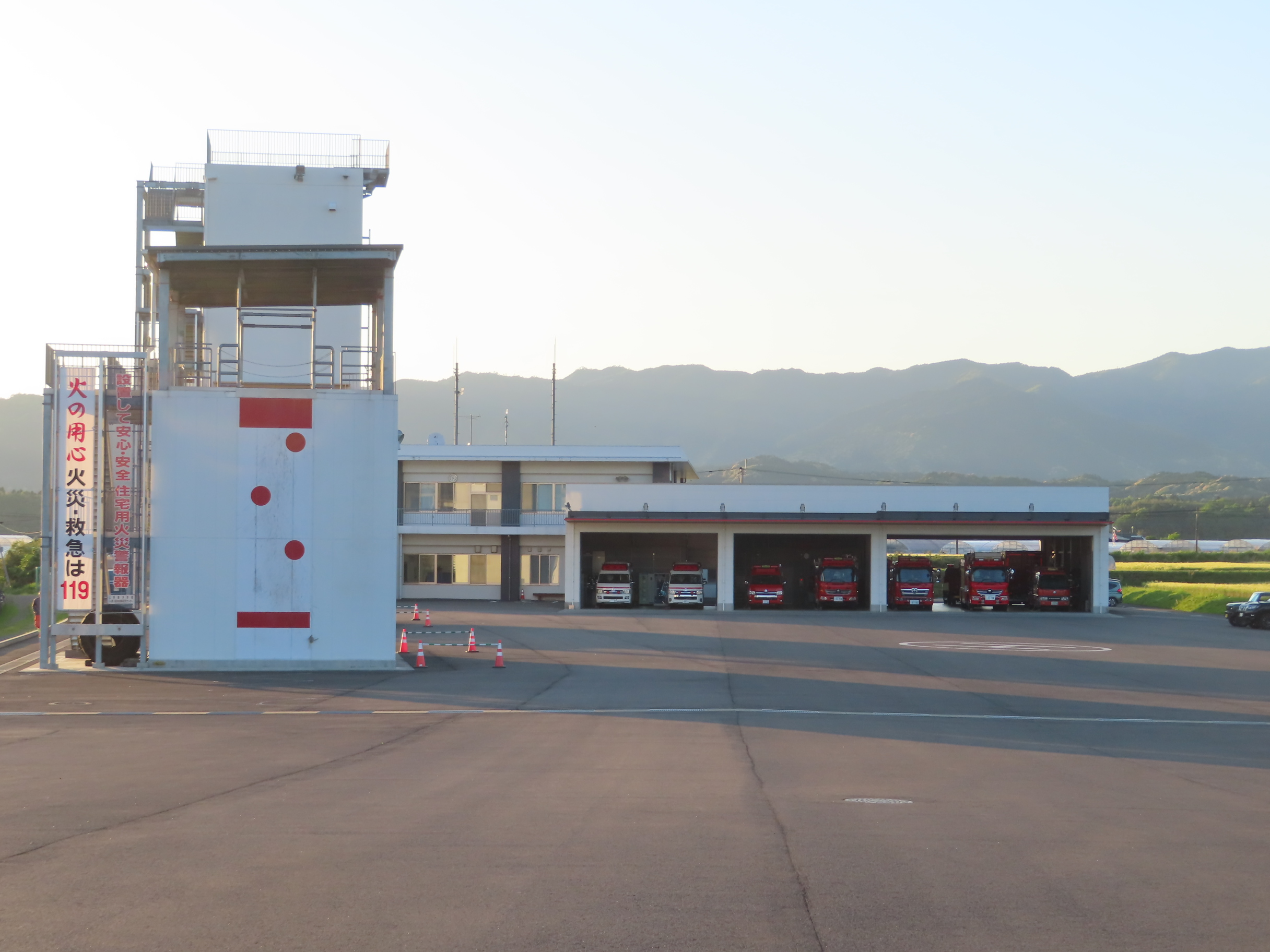
上球磨消防組合消防本部（上球磨消防署）

上球磨消防組合（かみくましょうぼうくみあい）は、熊本県球磨郡多良木町、水上村、湯前町、あさぎり町によって組織される一部事務組合（消防組合）である。

## 概要
- 組合事務所：球磨郡多良木町大字多良木横馬場3146-1
- 消防本部：球磨郡多良木町大字多良木横馬場3146-1
- 管内面積：
- 職員定数：
- 消防署1カ所、分署1カ所
- 主力機械（2013年03月08日現在）
  - 消防ポンプ自動車：2
  - 水槽付き消防ポンプ自動車：2
  - 救助工作車：1
  - 救急自動車：4
  - 資機材搬送車：1
  - その他：4

## 組織
- 消防本部
- 消防署

## 消防署
| 消防署       | 住所                                 | 分署                          |
| ------------ | ------------------------------------ | ----------------------------- |
| 上球磨消防署 | 球磨郡多良木町大字多良木横馬場3146-1 | 東：球磨郡水上村大字岩野403-1 |